# XIII : Le Complot
XIII : Le Complot est un jeu de société créé par Pascal Bernard en 2001 et édité par Week End Game.
Pour 2 à 4 joueurs, à partir de 12 ans, pour environ 120 minutes.

## Principe général
Ce jeu propose d'incarner une équipe composant les principaux personnages de la fameuse bande dessinée XIII, et de déjouer quelques-uns des principaux complots s'étant déroulés au cours de cette série. Ce jeu de plateau est un mélange de stratégie et wargame réduit.

## Règle du jeu
Le jeu se déroule en tours, qui sont découpés en 8 étapes. Ces étapes permettent aux joueurs de constituer les ressources de leur équipe, d'effectuer des recrutements, puis de réaliser leurs actions et déplacements sur le plateau, de résoudre les conflits par de petites escarmouches dans le style de wargames, avant de résoudre les enquêtes et d'attribuer des points d'enquête pour le tour qui vient d'être joué.

### But du jeu
L'objectif de chaque joueur est d'obtenir un maximum de points d'enquête. Les points d'enquête s'obtiennent en majorité par la résolution d'enquêtes qui sont ouvertes au début d'un tour. Certaines actions, comme la résolution d'enquêtes secondaires ou le fait de vaincre un personnage adverse, permet d'obtenir quelques points d'enquête supplémentaires. Il est également possible de perdre des points d'enquête en cas d'échec dans la résolution d'une enquête.

### Matériel
Le jeu se déroule sur un plateau composé d'une trentaine de cases. Chaque case représente un lieu important de l'univers de XIII. Il est possible de se déplacer d'un lieu à l'autre par des routes qui sont tracées sur le plateau.
Chaque joueur dispose d'une équipe composée de 1 à 3 personnages importants, et d'un ensemble d'unités de combat (jusqu'à un maximum de 12 unités). Chaque personnage et unité contrôlée par chaque joueur sont représentés par un pion sur le plateau. Des unités de combat n'appartenant à aucun joueur, et hostiles à tous, peuvent également apparaître sur le plateau au gré des missions.
Des cartes dites cartes de mission sont révélées ouvertement en marge du plateau. Elles indiquent les missions actuellement disponibles, leur description, les bénéfices en cas de succès et éventuelles pénalités en cas d'échec. Ces cartes sont renouvelées régulièrement.
Exemples de missions :
- Rendez-vous au lieu no 27 et déjouez le complot. Le personnage doit effectuer un jet d'enquête à -1. Pénalité en cas d'échec : le personnage subit 1 point de blessure. Points de mission : 5.

- Rendez-vous au lieu no 4 et battez l'ennemi. Placez deux unités « agent » sur le lieu no 4. Les unités effectuent un tir avant le début du combat. Points de mission : 6.

Chaque joueur dispose d'une main de 5 cartes d'action qu'il conserve face cachée. Elles sont renouvelées en partie ou totalité à chaque nouveau tour. Elles confèrent des bonus dans différentes phases du jeu : bonus au dé pour le combat, pour l'enquête, nouvelle ressource, mission secondaire, déplacement bonus, etc.
Pour chaque personnage dans l'équipe du joueur, le joueur a une carte personnage indiquant ses compétences spéciales, points de vie, capacité de combat et capacité d'enquête.
Enfin, chaque joueur se voit attribuer, au cours de chaque tour, un certain nombre de points d'autonomie qui vont lui permettre d'effectuer des actions. Un pion sur le plateau indique le nombre de points d'autonomie restant à chaque joueur.

### Mise en place
Les joueurs débutent la partie avec à leur disposition un unique personnage sélectionné parmi les cinq meilleurs du jeu, aucune unité, et 0 point d'enquête.
La séquence de chaque tour va donner aux joueurs des ressources qu'ils vont dépenser pour renforcer leur équipe et mener des actions sur le plateau afin de collecter des points d'enquête et empêcher leurs adversaires d'en faire autant.

### Déroulement
Le jeu se déroule de manière très séquentielle : il est décomposé en 8 tours comptant chacun un certain nombre d'étapes. Chaque étape est jouée pour chacun des joueurs avant de passer à la suivante.
Les étapes sont les suivantes :
- Déterminer l'ordre des joueurs. Cet ordre est sélectionné aléatoirement. Les joueurs effectuent donc toutes les étapes suivantes du tour dans l'ordre ainsi déterminé.
- Renouveler tout ou partie des missions principales disponibles ; faire les installations requises sur le plateau (placement d'unités et de marqueurs de mission)
- Renouveler tout ou partie de sa main de cartes action, et soigner d'éventuelles blessures de ses personnages.
- Obtenir des points d'autonomie.
- Recruter de nouveaux personnages et unités.
- Effectuer les déplacements de ses personnages et unités.
- Résoudre toutes les escarmouches s'étant produites lors des déplacements.
- Résoudre les missions, attribuer les points d'enquête et passer au tour suivant.

### Éléments stratégiques du jeu
Le jeu offre aux joueurs de composer leur stratégie par les caractéristiques suivantes :
- Gestion de l'équipe de personnage. Chaque personnage dispose de pouvoirs variés pouvant être utilisés à différentes étapes du jeu. On trouve par exemple séduction permettant d'effectuer de nouveaux recrutements, financier permettant d'avoir plus de points d'autonomie, infiltration permettant d'obtenir des dérogations dans la phase de déplacement, ou encore capture utilisable lors des combats pour prendre possession des unités ennemies. D'autre part, chaque personnage a des scores de combat et d'enquête qui lui sont propres.

L'équipe d'un joueur étant limitée à trois personnages, il est intéressant d'effectuer un turnover de ses personnages afin d'avoir un panel de compétences et de caractéristiques variées.
- Gestion des points d'autonomie. Ces points ont la double fonction de permettre l'achat d'unités et le déplacement d'unités et personnages déjà sur le plateau. Leur consommation judicieuse est donc capitale, d'autant que par défaut leur nombre (6) est très réduit.

À titre indicatif, les différentes unités coûtent : 1 pt (soldat simple), 2 pts (agent expérimenté), 3 pts (unité spéciale parmi trois modèles différents).
- Occupation du plateau. Si se rendre sur les cases où ont lieu des missions est l'objectif principal, l'occupation d'autres emplacements du plateau est tout aussi important. En effet, de nombreuses cases marquées par un code couleur confèrent des bonifications si elles sont occupées en fin de tour par l'un de ses personnages. Ainsi, on obtiendra des soins, un recrutement supplémentaire, plus de points d'autonomie ou plus de cartes d'action en ayant judicieusement placé un personnage sur l'une de ces cases. D'autre part, les joueurs ont l'obligation de révéler des missions secondaires en fin de tour, qui rapportent quelques (1 à 3) points de mission (contre 5 à 10 pour les missions principales) si un personnage est présent sur la case indiquée en fin de tour. N'étant révélées qu'en fin de tour, elles constituent de véritables atouts pour le joueur en disposant. Enfin, les déplacements sur le plateau sont régis par quelques règles qui rendent possibles des stratégies de blocage de l'adversaire, de diversion voire d'affrontement en provoquant des escarmouches directes.
- Phase de combat. Les combats entre unités intègrent un certain aléa car ils se résolvent sur des jets de dés. Cependant ils sont largement dépendants de la répartition des forces, et un joueur lancera un nombre de dés proportionnel au nombre d'unités qu'il possède. La séquence de combat est la suivante :
  - Chaque unité a une capacité de combat, qui représente le nombre à obtenir sur le dé pour effectuer une blessure à l'adversaire.
  - L'attaquant, puis le défenseur, jouent autant de cartes de leur main qu'ils souhaitent pour améliorer la capacité de combat de leurs unités.
  - L'attaquant jette, pour chaque unité dont il dispose, un dé (à 6 faces). Chaque unité obtenant au moins sa capacité de combat cause une blessure. Le défenseur fait de même.
  - L'attaquant et le défenseur répartissent les blessures qui leur ont été causées entre leurs unités. Les unités n'ayant plus de point de vie sont éliminées.
  - L'attaquant, puis le défenseur, déclarent s'il maintient ses unités en place ou s'il bat en retraite.
  - Le combat se termine lorsqu'il n'y a plus d'unité dans un camp, ou dès qu'un camp bat en retraite.

Plusieurs unités disposent de pouvoirs spéciaux lors de ces petits affrontements :
- assassin : le détenteur de cette unité peut choisir la cible des dégâts que cette unité occasionne, plutôt que de laisser l'adversaire le faire.
- artificier : cette unité lance deux dés en attaque, chaque dé atteignant la capacité de combat causant une blessure.
- saboteur : permet de causer des dégâts à l'adversaire lorsque ce dernier obtient un "1" sur l'un de ses jets de dé ainci que d'empécher toute infiltration.

D'autre part, des personnages disposent de compétence permettant de capturer, ou de soudoyer des unités adverse au cours de combats.

### Fin de partie et vainqueur
Le jeu se termine lorsque le 8e tour s'achève. Le joueur qui remporte la partie est celui qui a totalisé le plus grand nombre de points d'enquête.
Dans la pratique, une possibilité est de convenir d'un nombre de tours moindre avant le début de la partie et d'arrêter le jeu lorsque le dernier tour convenu s'achève.